# جيم ديفيدسون
جيم ديفيدسون (بالإنجليزية: Jim Davidson)‏ هو عارض وممثل أمريكي، ولد في 18 يناير 1963 ببنسيلفانيا في الولايات المتحدة.

## أعمال

### مسلسلات
- المحيط الهادي الأزرق

## وصلات خارجية
- جيم ديفيدسون على موقع IMDb (الإنجليزية)
- جيم ديفيدسون على موقع ألو سيني (الفرنسية)
- جيم ديفيدسون على موقع قاعدة بيانات الفيلم (الإنجليزية)
- جيم ديفيدسون على موقع كينوبويسك (الروسية)